# Moldenhawera brasiliensis
Moldenhawera brasiliensis är en ärtväxtart som beskrevs av Gennady Pavlovich Yakovlev. Moldenhawera brasiliensis ingår i släktet Moldenhawera och familjen ärtväxter. Inga underarter finns listade i Catalogue of Life.